# أماث ندياي
أماث ندياي (بالفرنسية: Amath Ndiaye Diedhiou)‏ هو لاعب كرة قدم سنغالي في مركز الهجوم، ولد في 16 يوليو 1996 في داكار في السنغال. لعب مع أتلتيكو مدريد ونادي خيتافي.

## وصلات خارجية
- أماث ندياي على موقع قاعدة بيانات كرة القدم.إي يو (الإنجليزية)
- أماث ندياي على موقع ليكيب (الفرنسية)
- أماث ندياي على موقع ناشيونال فوتبول تيمز (الإنجليزية)
- أماث ندياي على موقع Soccerbase.com (لاعب) (الإنجليزية)
- أماث ندياي على موقع Soccerway.com (الإنجليزية)
- أماث ندياي على موقع عالم كرة القدم.نت (الإنجليزية)